# Glenn Foley
(en) Statistiques sur pro-football-reference
Glenn Foley, né le 10 octobre 1970 à Cherry Hill aux États-Unis, est un ancien joueur américain de football américain ayant évolué au poste de quarterback.
Il a joué comme professionnel au sein de la National Football League avec les équipes des Jets de New York (de 1994 à 1998) et des Seahawks de Seattle (en 1999). Par la suite, il a joué en Arena football avec les Gladiators de New Jersey en 2002.

## Enfance
Foley étudie à la Cherry Hill High School East de sa ville natale. Il joue au sein de l'équipe de football américain de cette école.

## Carrière

### Université
Il entre au Boston College où il est titulaire pendant quatre années. Au cours de la saison 1993, il permet à son équipe de battre 41 à 39 les #1 Fighting Irish de Notre Dame équipe jusque-là invaincue. En fin de saison , ils sont invités à participer au Carquest Bowl que les Eagles remportent 31 à 13 en venant à bout des Cavaliers de la Virginie. Foley termine cinquième aux votes du Trophée Heisman en ayant reçu 180 votes.

#### Statistiques en NCAA
- 1990: 182/349 passes complétées pour 2 189 yards, 11 TDs et 21 interceptions ;
- 1991: 153/298 passes complétées pour 2 222 yards, 21 TDs et 17 interceptions ;
- 1992: 146/265 passes complétées pour 2 231 yards, 15 TDs et 12 interceptions ;
- 1993: 222/363 passes complétées pour 3 397 yards, 25 TDs et 10 interceptions.

### Professionnel en NFL
Glenn Foley est sélectionné au 7e tour de la draft 1994 de la NFL par les Jets de New York comme 207e choix global. Il joue six saisons avec le statut de remplaçant. Entre 1996 et 1998, il lancera pour 2 013 yards inscrivant 10 TDs pour 14 interceptions. Il devient titulaire en début de saison 1998 mais il se blesse et est remplacé par Vinny Testaverde.
En 1999, il est échangé aux Seahawks de Seattle. où il ne joue que lors de trois matchs dont un seul comme titulaire. Il est libéré avant le début de la saison 2000.

### Carrière en AFL
En 2002, après trois années en dehors du système professionnel, il rejoint les Gladiators du New Jersey où il ne parvient pas à s'imposer, ne complétant que quatre passes sur neuf tentées avec un gain net de 41 yards pour une interception.

## L'après football
Foley travaille pour Sports Radio 950 AM (en) une radio de Philadelphie à partir du mois d'août 2006 jusqu'en mars 2008 et la fusion avec ESPN Radio.
Foley a également été directeur de camp d'entrainement à l'Académie Militaire deValley Forge située à Wayne (en) en Pennsylvanie. En 2010, il en devient entraîneur principal. Lors de cette seule année, il conduit son équipe à un bilan de 8 victoires sans défaites. Il quitte Valley Forge après la saison 2010 et travaillé comme instructeur pour l'Université de Football.

## Vie privée
Son père, Ed Foley Sr. (en), a été quarterback au sein des Eagles de Boston College de 1963 à 1965. Son frère, Ed Foley Jr. (en) est l'actuel coordinateur recruteur des Owls de Temple  après avoir été entraîneur principal des Rams de Fordham de 2004 à 2005. Un autre frère, Kevin, a joué pour l'Université du Maryland et l'Université de Boston.
Après avoir été transféré chez les Seahawks, Foley commence à souffrir de dépression. Sa première épouse le quitte. Foley se fait soigner et finit par se remarier
Foley, marié avec Theresa, a trois garçons et une fille. En 2011, Foley vivait à Collingswood dans l'État du New Jersey.